# Гавриил (Бэнулеску-Бодони)
Митрополи́т Гаврии́л (в миру Григорий Григорьевич Бэнуле́ску-Бодо́ни, молд. и рум. Григорий Бэнулеску-Бодони; также Банулеску или Банулеско; 1746, Бистрица, Бистриский уезд, Трансильвания — 30 марта (11 апреля) 1821, Кишинёв, Бессарабская область) — молдавский епископ Константинопольского патриархата, впоследствии Российской церкви; митрополит Екатеринославский и Херсоно-Таврический с местопребыванием в Полтаве (1793—1799); позднее — Киевский и Галицкий (1799—1801); член Святейшего Синода (с 1801). Приобрёл известность как первый российский митрополит Кишинёвский и Хотинский (1813−1821).
28 сентября 2012 года Синод Молдавской митрополии Русской православной церкви поддержал инициативу Митрополита Кишинёвского и всея Молдовы Владимира (Кантаряна) о канонизации митрополита Гавриила.
'15 июля 2016 года, решением Священного Синода Русской Православной Церкви, митрополит Кишиневский и Хотинский Гавриил (Бэнулеску-Бодони) был причислен к лику святых для местного почитания в Молдавии. Чин прославления был совершён 3 сентября 2016 года в Свято-Успенском Кэприянском мужском монастыре за богослужением, которое возглавил предстоятель Православной церкви Молдовы, митрополит Кишиневский и всея Молдовы Владимир.
Память святителю Гавриилу, митрополиту Кишиневскому и Хотинскому, Синод постановил совершать 30 марта в день его преставления ко Господу.

## Биография
Бэнулеску-Бодони родился в семье Григория и Анастасии Бэнулеску-Бодони и происходил из древнего дворянского рода.
Обучался в Бистрицком, затем в Семиградском училище, с 1771 года — в Киево-Могилянской академии, с 1773 года — в Греции. В 1776 году возвратился в Трансильванию, где преподавал в городе Нэсэуде. В 1777 году переехал в Яссы, где преподавал латинский язык в господарском училище.
С 1779 года изучал греческий язык в Константинополе, где был принят лично патриархом Константинопольским Софронием II. В Успенском монастыре в Константинополе пострижен в монашество с именем Гавриил; обучался в патмосском училище. Из-за эпидемии чумы вернулся в Яссы, где занял кафедру греческого языка в училище. В 1781 году рукоположён митрополитом Молдавским Гавриилом Каллимаки (Кэлмашу), братом Господаря Йона Каллимаки, во диакона, затем иерея; служил в Ясской митрополии.
В 1782 году, по приглашению архиепископа Славянского и Херсонского Никифора (Феотоки), переехал в Полтаву, где стал инспектором и преподавателем философии в Славянской духовной семинарии. В 1784 году вновь переехал в Яссы, где был возведён в сан архимандрита.
Во время русско-турецкой войны жил в Полтаве, служил домовым священником молдавского господаря Александра II Маврокордата. С 1788 года назначен ректором Екатеринославской духовной семинарии, где сформировал школу эллинистов: его учениками были, в частности, И. И. Мартынов и Н. И. Гнедич.
В 1789 году возвратился в Молдавию и был назначен 1-м членом Ясской духовной консистории. 26 декабря 1791 года хиротонисан в Яссах архиепископом Екатеринославским Амвросием (Серебряковым) во епископа Белоградского Бендерского, викария Молдо-влахийской митрополии, местоблюстителем Молдо-Влахийской епархии.
11 февраля 1792 года, когда Дунайские княжества были освобождены русской армией, по повелению Екатерины II, был возведён в сан митрополита и назначен экзархом Молдавии, Валахии и Бессарабии. После ухода русских войск из Дунайских княжеств и перехода территории под юрисдикцию Константинопольского патриахата остался в Молдавии. 19 июня 1792 года был взят под стражу господарём Александром Морузи и отправлен под конвоем в Константинополь. Синод Константинопольской церкви под председательством патриарха Неофита VII лишил его кафедры и анафематствовал. Ходатайством русского посланника в Константинополе В. П. Кочубея был освобождён.
В мае 1793 года назначен на Екатеринославскую кафедру. Во время его управления Екатеринославской (Новороссийской) епархией, когда императрица Екатерина II издала рескрипт об основании города и гавани на месте Хаджибея, благословил начало строительства Одессы; в городе заложено четыре храма.
29 сентября 1799 года назначен на Киевскую кафедру.
С 7 апреля 1801 года — член Святейшего Синода и кавалер ордена Андрея Первозванного, ордена Святого Александра Невского и ордена Святой Анны 1-й степени.
21 августа 1803 года, согласно прошению, был уволен на покой с Киевской кафедры с местопребыванием в Одессе.
В 1805 году из Одессы переехал в Дубосары, где прожил ещё четыре года на покое.
В 1808 года вновь назначен членом Св. Синода и экзархом Молдавии, Валахии и Бессарабии с местопребыванием в Яссах. В 1812 году, по заключении Бухарестского мира, переехал в Кишинёв, оставшийся в составе России.
В августе 1813 года была учреждена новая епархия — Кишинёвская и Хотинская; митрополит Гавриил был назначен первым правящим архиереем епархии. Его трудами в Кишинёве 31 января 1813 года была открыта православная духовная семинария. В 1818 году Александр I впервые посетил Бессарабский край и встречался с митрополитом Гавриилом.
Скончался 30 марта (11 апреля по новому стилю) 1821 года и был погребён в Каприянском Успенском монастыре под Кишинёвом (Страшенский район, село Каприяна); с 2005 года монастырь восстанавливается.
На похоронах митрополита 1 апреля 1821 года присутствовал А. С. Пушкин, оставивший в связи с этим язвительные стихи.

## Память

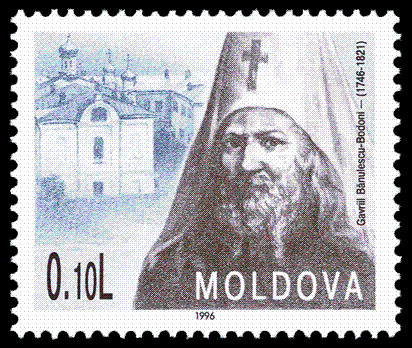
Почтовая марка Молдовы, 1996 год

- В Кишинёве в честь митрополита названа одна из улиц — бывшая Семинарская. Позднее была переименована в улицу Гоголя, а после обретения Молдовой независимости — снова получила название Бэнулеску-Бодони.
- В 1996 году была выпущена почтовая марка Молдовы, посвященная Гавриилу.